# Zsigmond Emőke
Zsigmond Emőke (Marosvásárhely, 1989. augusztus 3. –) magyar színésznő.

## Életpályája
Hároméves korában szüleivel Vácra költöztek. Édesapja orvos, édesanyja tanár. 2015-ben végzett a Színház- és Filmművészeti Egyetemen, majd szabadúszó lett. 2016-tól az Örkény Színház tagja.

## Filmes és televíziós szerepei
- Hunyadi (magyar történelmi sorozat, 2025) ...Rozgonyi Mária
- Semmelweis (magyar életrajzi dráma, 2023) ...Klara
- Kék róka (magyar tévéfilm, 2022) ...Cecília
- Nagykarácsony (magyar vígjáték, 2021) ...Eszter
- Hab (magyar film, 2020)
- Nyitva (magyar vígjáték, 2018) ...Lány a romkocsmában
- Tóth János (magyar vígjátéksorozat, 2017–2018) ...Blanka
- Egynyári kaland (magyar sorozat, 2017) ...Adrienn
- #Sohavégetnemérős (magyar játékfilm, 2016) ...Zsófi
- Csak színház és más semmi (magyar sorozat, 2016)
- Játszótársak (magyar kisjátékfilm, 2014)
- Hacktion: Újratöltve (magyar akciósorozat, 2014) ...Bánáti Kata
- A halálba táncoltatott leány (magyar-szlovén-kanadai játékfilm, 2011)

## Színházi szerepei
- Diótörő (Ódry Színpad, 2012.)
- Hamlet (Ódry Színpad, 2013.)
- Három Nővér Gyakorlatok (Ódry Színpad, 2013.)
- Lorca: Vérnász – Anya (Ódry Színpad, 2013.)
- Szerb Antal: A hold foglyai – Éva (Gyulay Várszínház, 2014.)

- A mi utcánk (Ódry Színpad, 2014.)
- Ottlik Géza: A Valencia-rejtély (Pesti Színház, 2014.)
- Hair (Orlai Produkciós Iroda, 2014.)
- Schiller: Ármány és szerelem – Lujza (Budaőrsi Latonovits Színház, 2014.)
- Bernarda Alba háza (Forte Társulat, 2014.)
- Shakespeare: Vízkereszt, vagy amit akartok – Olívia (Pesti Színház, 2014.)
- Karnyóné – Boris (Ódry Színpad, 2015.)
- Madárka sír, madárka örül – verses est (Ódry Színpad, 2015.)
- Tar Sándor: A te országod (Forte Társulat, 2015.)
- Dosztojevszkij: Bűn és bűnhődés – Dunya (Forte Társulat, 2015.)
- Strindberg: Julie kisasszony – Kristine (Budaőrsi Latinovits Színház, 2015.)
- Textúra 2015 – (Magyar Nemzeti Galéria 2015.)
- Shakespeare: Rómeó és Júlia – Júlia (Budaőrsi Latinovits Színház, 2016.)
- Mesél a bécsi erdő – Marianne
- Három nővér – Irina

## Díjai, elismerései
- Őze Lajos-díj (2014)[6]
- Soós Imre-díj (2020)[7]
- Básti Lajos-díj (2024)[8]